# Vaccareccia (Concerviano)
Vaccareccia è una frazione del comune di Concerviano, in provincia di Rieti. Il toponimo Vaccaricia allude forse alla destinazione del territorio - probabilmente già in epoca romana - all'allevamento bovino.

## Storia
Anche per Vaccareccia, come per altri abitati nella zona a cavallo tra i fiumi Salto e Turano, è possibile che l'origine del paese sia ascrivibile ad un piccolo nucleo di abitazioni, sorte intorno ad una chiesa isolata, andato poi incontro al fenomeno dell'incastellamento all'epoca delle scorrerie dei saraceni in quell'area - nel X secolo - o forse precedentemente - già nel V secolo - all'epoca dell'invasione dei Visigoti in Italia.
Le prime menzioni circa il castello di Vaccareccia nelle fonti medioevali datano a partire dal XIII secolo quando il paese faceva parte dei castelli dell'abbazia di San Salvatore Maggiore tra i quali era noto come Vaccaricia.
Nel 1817 Vaccareccia, divenne appodiato (frazione) di Roccasinibalda e, successivamente, di Concerviano

## Monumenti e luoghi d'interesse
Vaccareccia conserva un piccolo centro storico medioevale con la chiesa parrocchiale dedicata a San Vittorino.
Sulla piazza principale del paese, Piazza Garibaldi, si trova il Fontanile del Cardinale.
A poco meno di 1 km dal centro del paese si trova il grandioso complesso dell'abbazia di San Salvatore Maggiore nel territorio di Pratoianni, altra frazione del comune di Concerviano.
Poco fuori dell'abitato, sul sentiero che porta da Vaccareccia alla località i san Lorenzi, si trova Fonte Sponga, una fonte tra le più antiche nel territorio tra la valle del Salto e quella del Turano: insieme alla Fonte del Cardinale dà origine al Fosso del Rio di Fonte immissario di sinistra del fiume Salto.

## Società

### Tradizioni
- Festa di Sant'Antonio da Padova, 13 Giugno.
- Festa della Madonna del Buon Consiglio, 26 Aprile.
- Festa di San Tommaso Cantuariense Vescovo e Martire, 29 Dicembre[7].